# R Trianguli
R Trianguli es una estrella gigante roja de tipo M4lIIe variable Mira rica en oxígeno se encuentra en la constelación del Triángulo a 959 años luz del Sol con magnitud aparente de 6.78, una masa de 1.71 soles, de temperatura 3491K, una luminosidad de 1784 soles, con 196 radios solares. 